# Вестхејвен-Мунстон (Калифорнија)
Вестхејвен-Мунстон (енгл. Westhaven-Moonstone) насељено је место без административног статуса у америчкој савезној држави Калифорнија.

## Демографија
По попису из 2010. године број становника је 1.205, што је 161 (15,4%) становника више него 2000. године.
| Група             | 2000.       | 2010.         |
| Белци             | 898 (86,0%) | 1.049 (87,1%) |
| Афроамериканци    | 0 (0,0%)    | 9 (0,7%)      |
| Азијати           | 9 (0,9%)    | 18 (1,5%)     |
| Хиспаноамериканци | 42 (4,0%)   | 53 (4,4%)     |
| Укупно            | 1.044       | 1.205         |